# Temporada 1992 del fútbol colombiano
La Temporada 1992 del fútbol colombiano abarcó todas las actividades relativas a campeonatos de fútbol profesional, nacionales e internacionales, disputados por clubes colombianos, y por las selecciones nacionales de este país, en sus diversas categorías.

## Torneos locales

### Categoría Primera A
|                                    |
| Bandera de Colombia                |
| Campeón América de Cali 8.º título |

#### Tabla de reclasificación
En la tabla de reclasificación se lleva a cabo la sumatoria de puntos de los clubes en todos los partidos del campeonato de primera división (incluyendo fases finales)—. En la misma se expresan los equipos clasificados de Colombia a los torneos internacionales de Conmebol para el siguiente año. Los cupos a torneos internacionales se distribuyeron de la siguiente manera:
- Copa Libertadores: Colombia 1 correspondió al campeón del Campeonato colombiano 1992 y Colombia 2 al subcampeón del Campeonato colombiano 1992, iniciando ambos su participación desde la Fase de grupos.[2]
- Supercopa Sudamericana: Atlético Nacional clasifica automáticamente por haber sido campeón de la Copa Libertadores 1989.

En esta tabla no se toman en cuenta los puntos de bonificación ya que ellos solo aplicaban para los Cuadrangulares Semifinales.
| Pos. | Equipo                 | Pts. | PJ | G  | E  | P  | GF | GC | Dif. |  |
| ---- | ---------------------- | ---- | -- | -- | -- | -- | -- | -- | ---- |  |
| 1    | América de Cali (C)    | 74   | 58 | 25 | 24 | 9  | 87 | 59 | +28  |  |
| 2    | Deportivo Cali         | 71   | 58 | 28 | 15 | 15 | 72 | 49 | +23  |  |
| 3    | Atlético Nacional      | 70   | 58 | 25 | 20 | 13 | 88 | 58 | +30  |  |
| 4    | Junior                 | 62   | 58 | 23 | 16 | 19 | 89 | 71 | +18  |  |
| 5    | Santa Fe               | 58   | 52 | 22 | 14 | 16 | 76 | 61 | +15  |  |
| 6    | Millonarios            | 56   | 52 | 19 | 18 | 15 | 61 | 56 | +5   |  |
| 7    | Atlético Bucaramanga   | 54   | 52 | 19 | 16 | 17 | 49 | 58 | −9   |  |
| 8    | Unión Magdalena        | 53   | 52 | 18 | 17 | 17 | 76 | 78 | −2   |  |
| 9    | Deportivo Pereira      | 46   | 46 | 14 | 18 | 14 | 49 | 49 | 0    |  |
| 10   | Envigado F. C.         | 46   | 46 | 13 | 20 | 13 | 53 | 51 | +2   |  |
| 11   | Once Caldas            | 44   | 46 | 13 | 18 | 15 | 37 | 41 | −4   |  |
| 12   | Deportes Quindío       | 42   | 46 | 12 | 18 | 16 | 46 | 57 | −11  |  |
| 13   | Independiente Medellín | 35   | 46 | 13 | 9  | 24 | 44 | 54 | −10  |  |
| 14   | Cúcuta Deportivo       | 35   | 46 | 9  | 17 | 20 | 48 | 67 | −19  |  |
| 15   | Deportes Tolima        | 33   | 46 | 9  | 15 | 22 | 45 | 70 | −25  |  |
| 16   | Real Cartagena (D)     | 29   | 46 | 6  | 17 | 23 | 26 | 67 | −41  |  |

 Fuente: Rsssf
|  | Club clasificado a la Copa Libertadores 1993                                                |
|  | Club clasificado a la Copa Libertadores 1993 y clasificado a la Supercopa Sudamericana 1993 |

| (C) | Campeón del Campeonato colombiano 1992. |
| (D) | Descendido a la Primera B 1993.         |

##### Representantes en competición internacional
| Clasificado como | Copa Libertadores 1993 | Supercopa Sudamericana 1993 |
| ---------------- | ---------------------- | --------------------------- |
| Colombia 1       | América de Cali        | Atlético Nacional           |
| Colombia 2       | Atlético Nacional      |                             |

##### Cambios de categoría al final de temporada
|  | Real Cartagena |

|  | Atlético Huila |

### Categoría Primera B
|                                    |
| Bandera de Colombia                |
| Campeón Atlético Huila 1.er título |

### Torneos de carácter aficionado

#### Categoría Primera C
Esta temporada no se llevó a cabo el campeonato de la tercera categoría en el fútbol colombiano.

## Torneos internacionales

### Copa Libertadores
| Equipo            | Fase final       | Pts. | PJ | PG | PE | PP | GF | GC | Dif. | Rend.   |
| ----------------- | ---------------- | ---- | -- | -- | -- | -- | -- | -- | ---- | ------- |
| América de Cali   | Semifinal        | 17   | 12 | 7  | 3  | 2  | 16 | 11 | +5   | 70.83 % |
| Atlético Nacional | Cuartos de final | 12   | 10 | 5  | 2  | 3  | 20 | 9  | +11  | 60 %    |

### Supercopa Sudamericana
| Equipo            | Fase final       | Pts. | PJ | PG | PE | PP | GF | GC | Dif. | Rend. |
| ----------------- | ---------------- | ---- | -- | -- | -- | -- | -- | -- | ---- | ----- |
| Atlético Nacional | Octavos de final | 1    | 2  | 0  | 1  | 1  | 1  | 9  | −8   | 25 %  |

### Copa Conmebol
| Equipo | Fase final       | Pts. | PJ | PG | PE | PP | GF | GC | Dif. | Rend. |
| ------ | ---------------- | ---- | -- | -- | -- | -- | -- | -- | ---- | ----- |
| Junior | Cuartos de final | 5    | 4  | 2  | 1  | 1  | 9  | 5  | +4   | 50 %  |

## Selección nacional masculina

### Mayores
| Fecha       | Lugar                                         | Rival          | Marcador | Competencia            | Goles de Colombia   |
| ----------- | --------------------------------------------- | -------------- | -------- | ---------------------- | ------------------- |
| 8 de julio  | Estadio Nacional Tegucigalpa, Honduras        | Honduras       | 0 : 1    | Amistoso internacional | Sin goles           |
| 31 de julio | Memorial Coliseum Los Ángeles, Estados Unidos | Estados Unidos | 1 : 0    | Amistoso internacional | 33' Adolfo Valencia |
| 2 de agosto | Memorial Coliseum Los Ángeles, Estados Unidos | México         | 0 : 0    | Amistoso internacional | Sin goles           |

### Sub-23
| Fecha         | Lugar                                           | Rival     | Marcador | Competencia              | Goles de Colombia                                                                     |
| ------------- | ----------------------------------------------- | --------- | -------- | ------------------------ | ------------------------------------------------------------------------------------- |
| 12 de enero   | Barranquilla, Colombia                          | Ecuador   | 1 : 1    | Amistoso internacional   | Sin datos                                                                             |
| 19 de enero   | Guayaquil, Ecuador                              | Ecuador   | 1 : 2    | Amistoso internacional   | Sin datos                                                                             |
| 3 de febrero  | Estadio Defensores del Chaco Asunción, Paraguay | Perú      | 4 : 1    | Preolímpico Sudamericano | 8' John Lozano · 15' 61' Iván Valenciano · 83' Gustavo Restrepo                       |
| 5 de febrero  | Estadio Defensores del Chaco Asunción, Paraguay | Brasil    | 2 : 0    | Preolímpico Sudamericano | 40' 67' Iván Valenciano                                                               |
| 5 de febrero  | Estadio Defensores del Chaco Asunción, Paraguay | Venezuela | 4 : 0    | Preolímpico Sudamericano | 53' Jorge Bermúdez · 70' Faustino Asprilla · 79' Hermán Gaviria · 90' Iván Valenciano |
| 9 de febrero  | Estadio Defensores del Chaco Asunción, Paraguay | Paraguay  | 0 : 0    | Preolímpico Sudamericano | Sin goles                                                                             |
| 12 de febrero | Estadio Defensores del Chaco Asunción, Paraguay | Uruguay   | 3 : 0    | Preolímpico Sudamericano | 32' 54' Faustino Asprilla · 68' Víctor Pacheco                                        |
| 14 de febrero | Estadio Defensores del Chaco Asunción, Paraguay | Paraguay  | 0 : 1    | Preolímpico Sudamericano | Sin goles                                                                             |
| 16 de febrero | Estadio Defensores del Chaco Asunción, Paraguay | Ecuador   | 1 : 1    | Preolímpico Sudamericano | 7' Víctor Hugo Aristizábal                                                            |
| 28 de junio   | Bogotá, Colombia                                | Paraguay  | 2 : 0    | Amistoso internacional   | Sin datos                                                                             |
| 1 de julio    | Bogotá, Colombia                                | Polonia   | 0 : 0    | Amistoso internacional   | Sin goles                                                                             |
| 5 de julio    | Querétaro, México                               | México    | 0 : 0    | Amistoso internacional   | Sin goles                                                                             |
| 8 de julio    | Tegucigalpa, Honduras                           | Honduras  | 0 : 1    | Amistoso internacional   | Sin goles                                                                             |
| 24 de julio   | Estadio Luis Casanova · Valencia, España        | España    | 0 : 4    | Juegos Olímpicos 1992    | Sin goles                                                                             |
| 27 de julio   | Nova Creu Alta · Sabadell, España               | Catar     | 1 : 1    | Juegos Olímpicos 1992    | 62' Víctor Hugo Aristizábal                                                           |
| 29 de julio   | Nova Creu Alta · Sabadell, España               | Egipto    | 3 : 4    | Juegos Olímpicos 1992    | 9' 84' Hermán Gaviria · 14' Víctor Pacheco                                            |

#### Torneo Preolímpico Sudamericano Sub-23
| Equipo                    | Pts. | PJ | PG | PE | PP | GF | GC | Dif. | Rend.   |
| ------------------------- | ---- | -- | -- | -- | -- | -- | -- | ---- | ------- |
| Selección nacional Sub-23 | 10   | 7  | 4  | 2  | 1  | 14 | 3  | +11  | 71.43 % |

- Resultado final: Subcampeón, clasificado a los Juegos Olímpicos de Barcelona 1992.

#### Juegos Olímpicos de Barcelona 1992
| Equipo                    | Pts. | PJ | PG | PE | PP | GF | GC | Dif. | Rend.   |
| ------------------------- | ---- | -- | -- | -- | -- | -- | -- | ---- | ------- |
| Selección nacional Sub-23 | 1    | 3  | 0  | 1  | 2  | 4  | 9  | −5   | 16.67 % |

- Resultado final: Eliminado en fase de grupos.